# Microregiunea Sátoraljaújhely
Microregiunea Sátoraljaújhely (în maghiară Sátoraljaújhelyi kistérség) a fost o microregiune statistică (kistérség) din județul Borsod-Abaúj-Zemplén, Ungaria.
Cu o populație de 21.708 locuitori și o suprafață de 310,99 km2, aceasta a existat până în 2014, când în Ungaria, microregiunile ”kistérségek” au fost înlocuite de districte (járások).